# Libas Pur
Libas Pur è una suddivisione dell'India, classificata come census town, di 27.935 abitanti, situata nel distretto di Delhi Nord Ovest, nello territorio federato di Delhi. In base al numero di abitanti la città rientra nella classe III (da 20.000 a 49.999 persone).

## Geografia fisica
La città è situata a 28° 45' 04 N e 77° 08' 27 E.

## Società

### Evoluzione demografica
Al censimento del 2001 la popolazione di Libas Pur assommava a 27.935 persone, delle quali 15.772 maschi e 12.163 femmine. I bambini di età inferiore o uguale ai sei anni assommavano a 4.725, dei quali 2.556 maschi e 2.169 femmine. Infine, coloro che erano in grado di saper almeno leggere e scrivere erano 17.862, dei quali 11.251 maschi e 6.611 femmine.